# De magnifika Ambersons
De magnifika Ambersons (engelska: The Magnificent Ambersons) är en amerikansk dramafilm från 1942 med manus och regi av Orson Welles. Det var Welles andra film och han agerar själv berättarröst i den. Filmen är en filmatisering av Booth Tarkingtons roman De magnifika Ambersons från 1918. I huvudrollerna ses Joseph Cotten, Dolores Costello, Anne Baxter, Tim Holt, Agnes Moorehead och Ray Collins. Filmen nominerades till fyra Oscars och finns sedan 1991 upptagen i National Film Registry.

## Handling
I en fiktiv stad i Indianapolis huserar den förmögna familjen Amberson. Isabel Amberson gifter sig med Wilbur Minafer, trots att hon älskar Eugene Morgan. Isabel och Wilbur får en son, George som växer upp till en bortskämd odåga. När Wilbur dör försöker den nu mycket rike Eugene åter ta kontakt med Isabel, något George gör allt för att stoppa.

## Om filmen
Den version av filmen som RKO lanserade skiljde sig ifrån Welles ursprungliga idé, då den var 40 minuter kortare och hade ett lyckligare slut. Orson Welles var mycket kritisk till nedkortandet av filmen, och menade att filmbolaget förstört hans film. De bortklippta scenerna finns inte bevarade.

## Rollista
- Joseph Cotten - Eugene Morgan
- Dolores Costello - Isabel Amberson Minafer
- Anne Baxter - Lucy Morgan
- Tim Holt - George Minafer
- Agnes Moorehead - Fanny Minafer
- Ray Collins - Jack Amberson
- Erskine Sanford - Roger Bronson
- Richard Bennett - Major Amberson
- Orson Welles - berättarröst

### Fotnoter
1. ↑  http://www.loc.gov/programs/national-film-preservation-board/film-registry/complete-national-film-registry-listing/
2. ↑  Leaming, Barbara (1985). Orson Welles, A Biography, sid. 244-245 (1:a uppl.). ISBN 978-0-618-15446-3